# Sabine von Heusinger
Sabine von Heusinger (* 1964 in Rielasingen) ist eine deutsche Historikerin.
Sabine von Heusinger studierte Deutsch, Politik und Geschichte an der Universität Konstanz und der Università degli Studi dell’ Aquila. Im Jahre 1991 folgte der Magister. Sie wurde an der Universität Konstanz mit der von Alexander Patschovsky angeregten Arbeit über den Basler Dominikaner Johannes Mulberg und dessen Rolle im so genannten Beginenstreit promoviert. Ihre Habilitation erfolgte 2006 an der Universität Mannheim mit der Arbeit Soziale Gruppen in der Stadt – das Beispiel der Zünfte in Straßburg. Sabine von Heusinger lehrte an den Universitäten Konstanz, Luzern und Stuttgart. Seit Wintersemester 2000/01 war sie an der Universität Mannheim tätig. In Mannheim war sie seit Oktober 2007 wissenschaftliche Mitarbeiterin und seit Februar 2008 Akademische Rätin auf Zeit. 2008/2009 hatte sie eine Vertretung des Lehrstuhls für Mittelalterliche Geschichte an der Universität Bielefeld. Im Jahr 2010 wurde Sabine von Heusinger mit einer Senior Fellowship des Zukunftskollegs der Universität Konstanz ausgezeichnet. Im Sommersemester 2011 trat sie die Nachfolge von Eberhard Isenmann als Professorin für Geschichte des Mittelalters mit Schwerpunkt Spätmittelalter an der Universität zu Köln an.
Ihre fachlichen Schwerpunkte sind die Historischen Hilfswissenschaften, Kirchen-, Religions- und Konfessionsgeschichte, Alltagsgeschichte, Familie, Lebensformen, die Frauen- und Geschlechtergeschichte, Regional-, Stadt- und Ortsgeschichte sowie soziale, politische, kulturelle Ordnungen. Thematisch hat sich Heusinger eingehend mit Zünften in Straßburg befasst. Auf Basis von 4055 Einzeleinträge zu Straßburger Zunftgenossen aus der Zeit von der zweiten Hälfte des 13. Jahrhunderts bis zum ausgehenden 15. Jahrhundert analysierte sie das straßburgische Zunftwesen. Heusinger begreift die Straßburger Zünfte als mobile soziale Gruppen und unterscheidet vier „Teilbereiche“ der mittelalterlichen Zunft: die gewerbliche Zunft, die Bruderschaft, die politische Zunft, schließlich die militärische Einheit. Sie konnte in „über 30% der für Straßburg untersuchten Fälle [...] einen Zunftwechsel zwischen den beiden Generationen“ belegen.
Sie ist verheiratet mit dem Sprachwissenschaftler Klaus von Heusinger.

## Schriften
Monographien
- Die Zunft im Mittelalter. Zur Verflechtung von Politik, Wirtschaft und Gesellschaft in Straßburg (= Vierteljahrschrift für Sozial- und Wirtschaftsgeschichte. Band 206). Steiner, Stuttgart 2009, ISBN 978-3-515-09392-7 (Zugleich: Mannheim, Universität, Habilitations-Schrift, 2006), (Volltext).
- Johannes Mulberg OP († 1414). Ein Leben im Spannungsfeld von Dominikanerobservanz und Beginenstreit (= Quellen und Forschungen zur Geschichte des Dominikanerordens. Band 9). Akademie-Verlag, Berlin 2000, ISBN 3-05-003543-9 (Zugleich: Konstanz, Universität, Dissertation, 1996).

Herausgeberschaften
- mit Susanne Wittekind: Die Materielle Kultur der Stadt in Spätmittelalter und Früher Neuzeit (= Städteforschung. Reihe A. Band 100). Böhlau, Köln 2019, ISBN 978-3-412-51612-3.
- mit Elias H. Füllenbach, Walter Senner, Klaus Bernward Springer: Die deutschen Dominikaner und Dominikanerinnen im Mittelalter  (= Quellen und Forschungen zur Geschichte des Dominikanerordens Neue Folge, Band 21). De Gruyter, Berlin 2016, ISBN 3-11-046867-0.
- mit Joachim Halbekann, Ellen Widder: Stadt zwischen Erinnerungsbewahrung und Gedächtnisverlust (= Stadt in der Geschichte. Band 39). Thorbecke, Ostfildern 2015, ISBN 3-7995-6439-X.
- mit Laurence Buchholzer-Remy, Sigrid Hirbodian, Olivier Richard, Thomas Zotz: Neue Forschungen zur elsässischen Geschichte im Mittelalter (= Forschungen zur oberrheinischen Landesgeschichte. Band 56). Alber, Freiburg u. a. 2012, ISBN 978-3-495-49956-6.
- mit Annette Kehnel: Generations in the Cloister. Youth and Age in Medieval Religious Life / Generationen im Kloster. Jugend und Alter in der mittelalterlichen vita religiosa (= vita regularis. Band 36). LIT, Münster u. a. 2008, ISBN 978-3-03735-941-9.